# Boeing E-7 Wedgetail
Boeing E-7 Wedgetail je dvoumotorový proudový letoun včasné výstrahy a řízení (AWACS) zkonstruovaný americkou společností Boeing. Původně byl vyvíjen pod označením Boeing 737 AEW&C. Prototyp poprvé vzlétl roku 2004. Do roku 2019 bylo vyrobeno celkem 14 strojů, jejichž uživateli jsou Austrálie, Jižní Korea a Turecko. Dalších pět v březnu 2019 objednalo Spojené království. V dubnu 2022 oznámilo Letectvo Spojených států amerických, že si typ vybralo jako náhradu části své flotily staršího typu E-3 Sentry. V 2023 byl letoun vybrán Severoatlantickou aliancí (NATO) jako náhrada E-3 Sentry.

## Vývoj

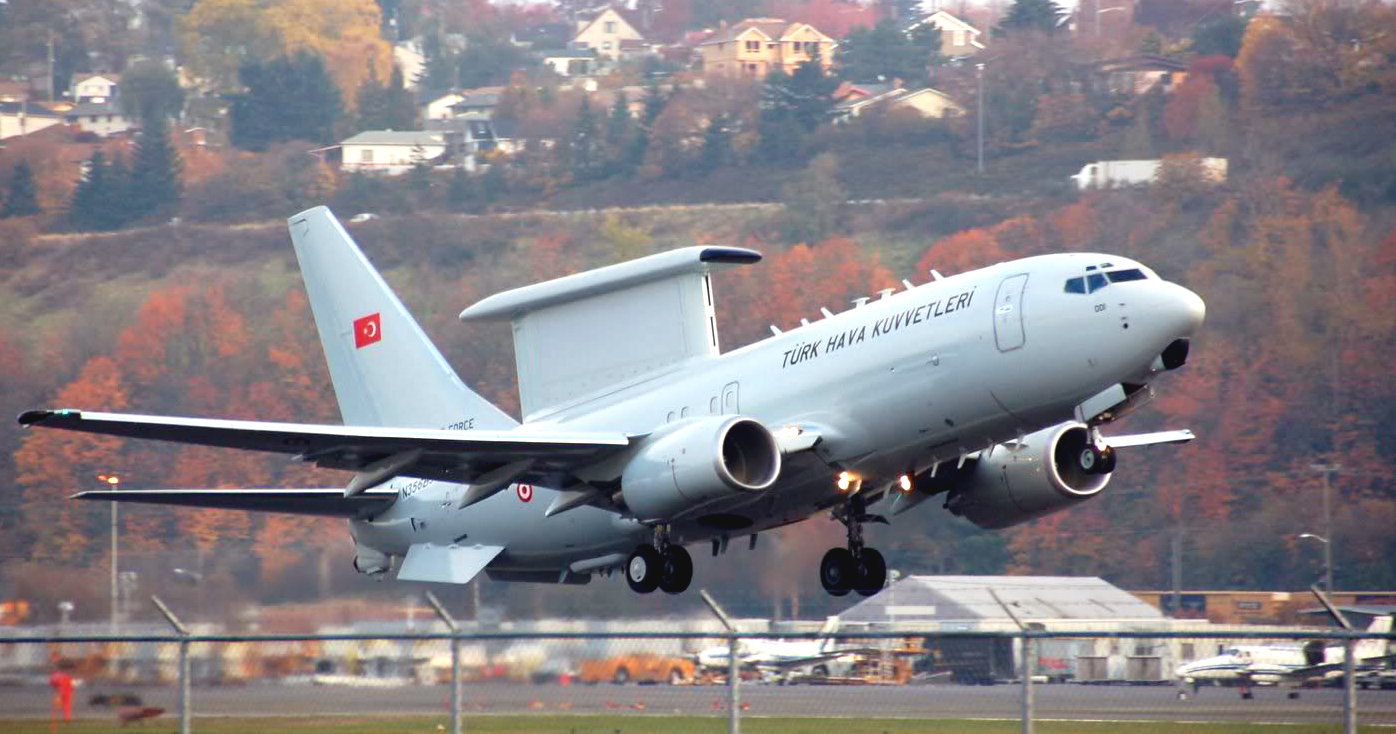
Turecký letoun E-7T

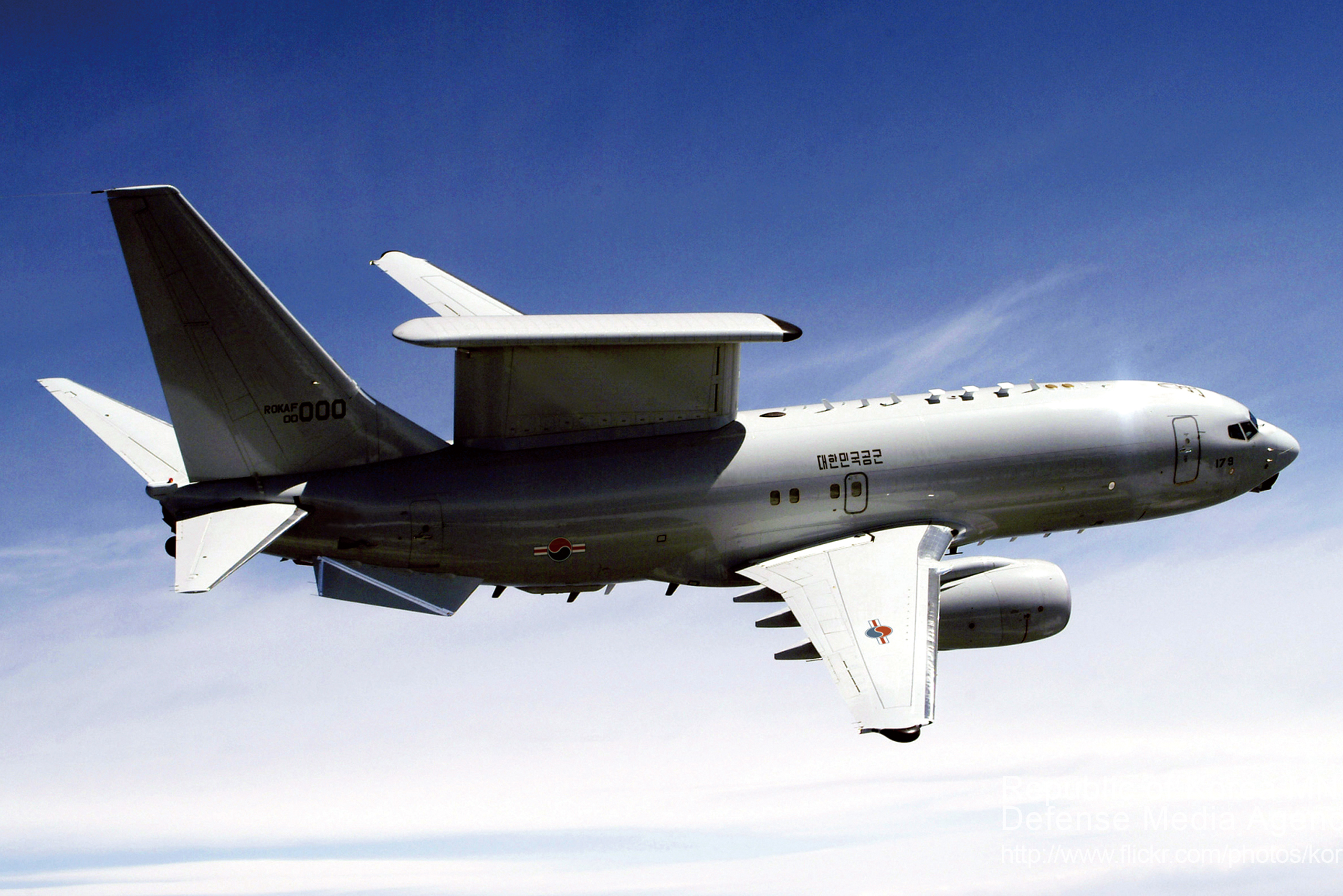
Jihokorejský letoun E-7

V roce 1994 Austrálie zahájila modernizační program AIR 5077, v rámci kterého chtěla získat letouny včasné výstrahy a řízení, pro které zvolila jméno E-7A Wedgetail. Posuzovány byly tři projekty. Upravený C-130J-30 Super Hercules s radarem AN/APS-145, dále Airbus A310 s izraelským radarem EL/M-2075 a konečně Boeing 737 AEW&C, který se v červenci 1999 stal vítězem soutěže. Roku 2000 se hlavním kontraktorem projektu stala společnost Boeing, spolupracující dále se společnostmi Northrop Grumman, Boeing Australia a BAE Systems Australia. Hodnota kontraktu přesáhla miliardu dolarů. Objednány byly čtyři letouny s opcí na další tři. V roce 2004 byla využita opce na dva letouny, zbývající opce využita nebyla.
Vývoj letounu se oproti předpokladům protáhl o pět let. První let prototypu proběhl v květnu 2004 na továrním letišti Boeingu v Seattlu. Tovární zkoušky byly dokončeny v červenci 2005. První dva letouny byly australskému letectvu předány 26. listopadu 2009. Do služby byly formálně přijaty v dubnu 2010. Austrálii bylo do roku 2012 dodáno celkem šest letounů Wedgetail. Ve službě jsou hodnoceny pozitivně. Pod označením AIR 5077 5A byl zahájen program jejich dílčí modernizace. První dva modernizované stroje mají být dodány v roce 2019.
Druhým uživatelem typu je Turecko, které typ zvolilo v roce 2000 v rámci modernizačního programu Peace Eagle a dalo mu označení E-7T. Mělo přitom specifický požadavek na využití řady tureckých systémů a komponentů. Kontrakt v hodnotě 1,6 miliardy USD byl tureckou vládou podepsán v květnu 2002. Zkoušky prototypu začaly v září 2007, jejich dokončení ale dlouho bránilo ochlazení vztahů s Izraelem, který odmítal dodat část elektroniky. Čtyři objednané letouny tak mohly být dodány až v letech 2014–2015. První byl vyroben v USA a zbývající tureckou společností Turkish Aerospace Industries (TAI) v Ankaře.
Jako třetí uživatel si tyto letouny roku 2006 zvolila Jižní Korea. Kontrakt v hodnotě 1,6 miliardy USD byl podepsán v listopadu 2006. Jejich dodání proběhlo v rámci modernizačního programu Peace Eye. Celkem byly do října 2012 dodány čtyři letouny. První byl vyroben v USA a zbývající jihokorejskou společností Korea Aerospace Industries (KAI).
Dne 22. března 2019 byla oznámena objednávka 5 kusů pro Royal Air Force, které budou modifikovány britskou firmou Marshall's of Cambridge a mají nahradit současné E-3 Sentry.
Jako páté si typ E-7 zvolily Spojené státy americké, které jím plánují nahradit zastarávající letouny E-3 Sentry. Letoun E-7 byl vybrán roku 2022. V 2023 americké letectvo objednalo první dva prototypy amerikanizované verze letounu. Celkem má zájem o 26 letounů. Zahájení sériové výroby pro americké letectvo je plánováno na rok 2025 a přijetí do služby na rok 2027.
V roce 2023 Severoatlantická aliance vybrala E-7A Wedgetail jako náhradu letounů E-3 Sentry ve výzbroji alianční letky AWACS (NATO Airborne Early Warning and Control Force), operující z německé základny Geilenkirchen. Nejprve bylo objednáno šest letounů. Nákup provádí alianční agentura NSPA (NATO Support and Procurement Agency) na základě amerického vládního programu FMS (Foreign Military Sales).
V roce 2025 začala administrativa prezidenta Trumpa zvažovat zrušení akvizice letounu E-7A Wedgetail pro americké letectvo. Ministr obrany Pete Hegseth to zdůvodnil tak, že systém je příliš drahý a zranitelný na moderním bojišti. Jeho roli by dočasně mohly převzít na pevninu přesunuté palubní turbovrtulové letouny E-2D Hawkeye a později též vesmírné systémy. Dle kritiků však letouny E-2D zdaleka nedosahují schopností E-7D a vesmírné systémy s potřebnými schopnostmi nemusí být k dispozici ještě po desítky let.

## Konstrukce
Základem konstrukce E-7 je zesílená verze dopravního letounu Boeing 737-700. Za kokpitem se nachází systém pro tankování za letu a přepracovaná kabina vybavená deseti operátorskými pracovišti. Operátoři sedí bokem ke směru letu. Uprostřed trupu je kuchyňka a odpočinková místnost a na zádi především další elektronika. Hlavním senzorem letounu je radar s fixní anténou Northrop Grumman MESA (Multi-role Electronically Scanned Array) nesený v pouzdru nad trupem. Jde o systém s aktivním elektronickým skenováním paprsku kategorie AESA. Hlavní anténní plochy mají výšku 2,7 m a délku 7,3 m. Díky dvojici pomocných antén má radar celokruhové pokrytí. V základním režimu má dosah až 350 km a současně dokáže sledovat až 180 objektů. Režimů ale má mnohem více. Letoun pohánějí dva dvouproudové motory CFM International CFM56-7B27A o tahu 118 kN.

## Operační historie

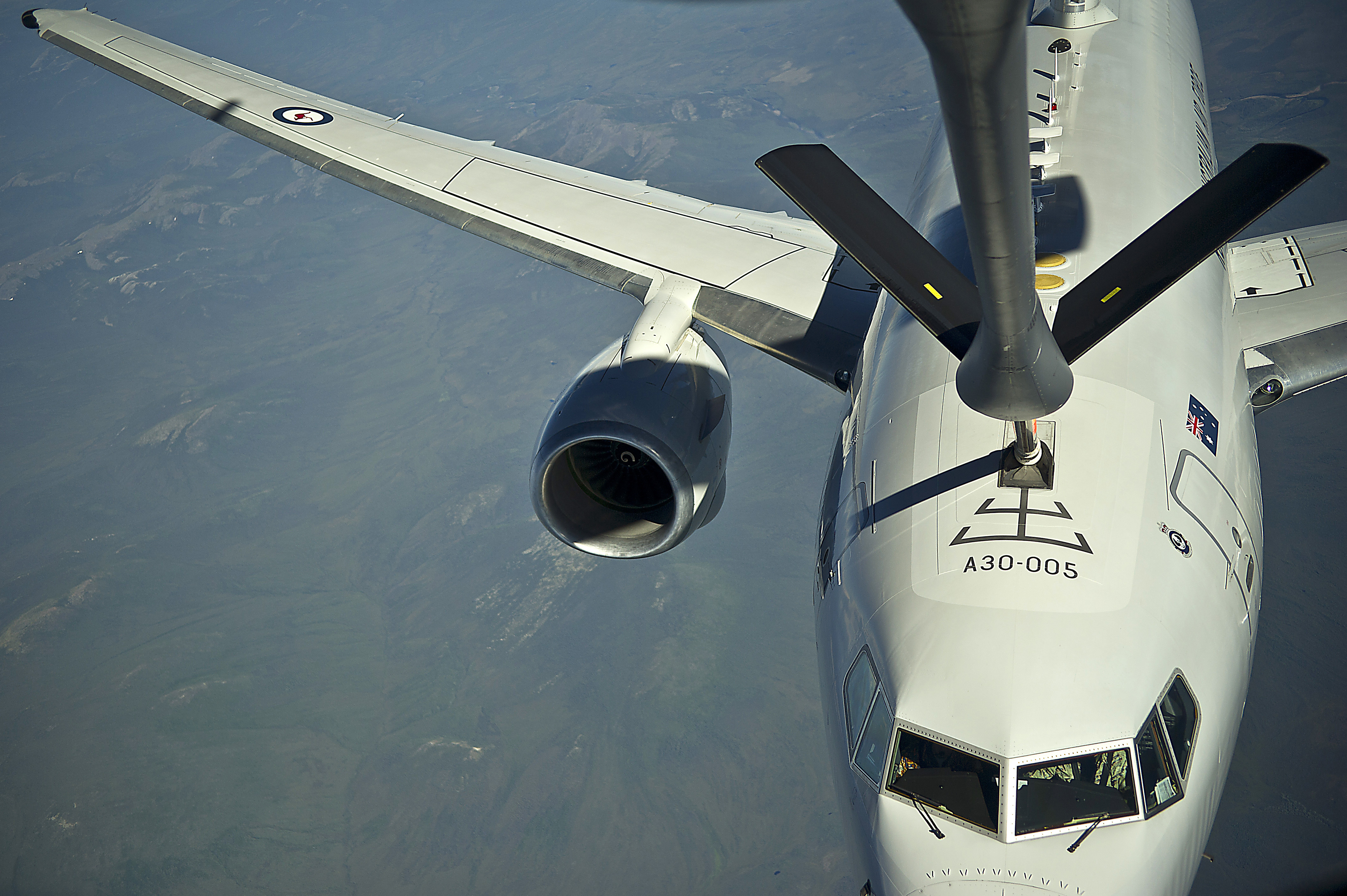
Australský E-7A doplňuje palivo

Australské letectvo své letouny E-7A nasadilo od září 2014 do války proti Islámskému státu v Iráku a Sýrii. Operovaly přitom ze základem ve Spojených arabských emirátech. Dále se účastní celé řady cvičení (Bersama Lima, Cope North, Red Flag, Pitch Black).
Letectvo Spojených států amerických plánuje typem E-7 nahradit letouny včasné výstrahy E-3 Sentry, jejichž provoz stále více ztěžuje zastaralost jejich platformy vycházející z Boeingu 707.

## Uživatelé
Austrálie

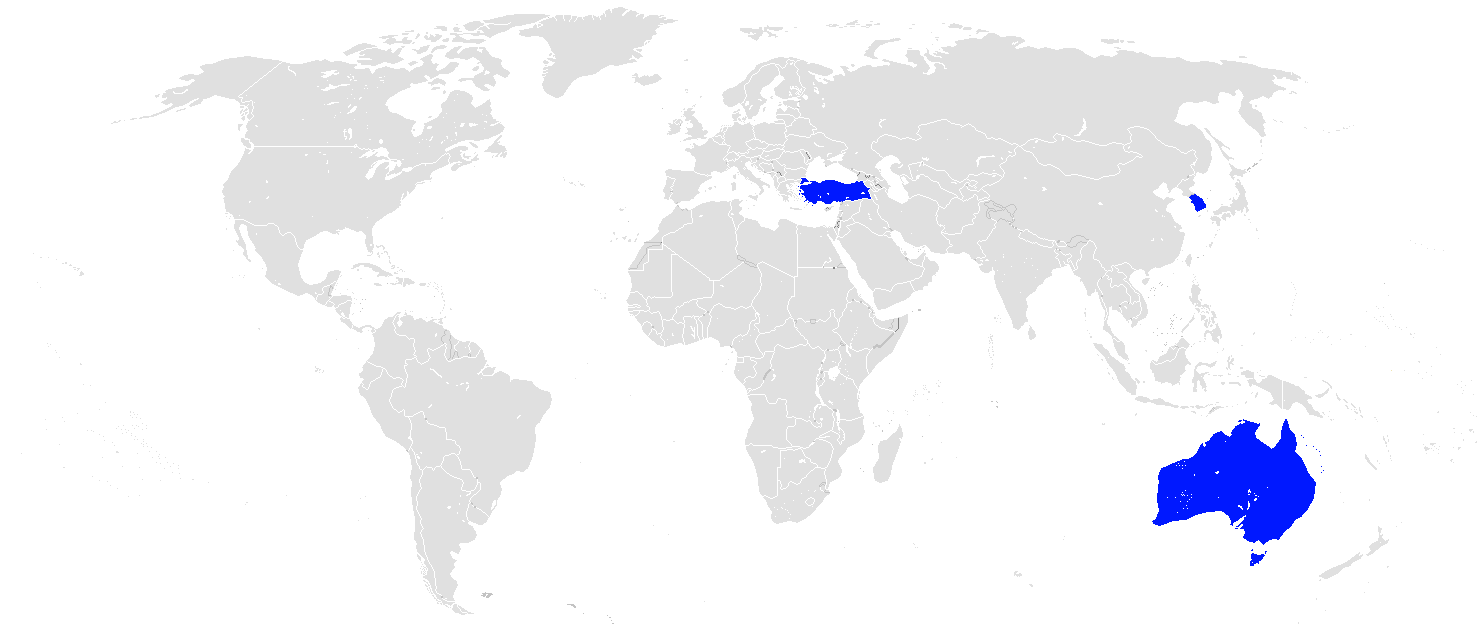
Mapa uživatelů

- Royal Australian Air Force – v letech 2010–2012 dodáno 6 letounů.[6]

 Jižní Korea
- Letectvo Korejské republiky – v letech 2011–2012 dodány 4 letouny.[6]

 Turecko
- Turecké letectvo – v letech 2014–2015 dodány 4 letouny.[6]

 Spojené království (budoucí)
- Royal Air Force – v březnu 2019 objednáno pět[3] letounů

## Specifikace (E-7)

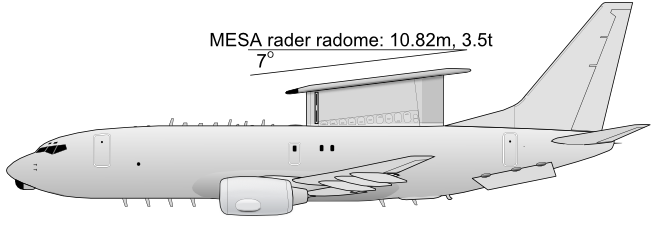
Pohled z boku

Technické údaje pocházejí z webu „Airforce-technology.com“.

### Technické údaje
- Posádka: 2 (letová posádka), 6–10 (obsluha přístrojů)
- Rozpětí: 35,8 m
- Délka: 33,6 m
- Výška: 12,5 m
- Prázdná hmotnost: 46 606 kg
- Max. vzletová hmotnost: 77 110 kg
- Pohonná jednotka: 2× dvouproudový motor CFM56-7B27A
- Tah pohonné jednotky: 118 kN

### Výkony
- Cestovní rychlost: 759 km/h
- Maximální rychlost: 955 km/h
- Dolet: 7040 km
- Operační dostup: 12 500 m